# 薁鞬左賢王単于
薁鞬左賢王 単于（いくけんさけんおう ぜんう、拼音：Yùjiānzuŏxiánwáng Chányú、？ - 50年）は、中国後漢時代の南匈奴の対立単于。呼都而尸道皋若鞮単于の子で、蒲奴の弟。もと北匈奴の薁鞬左賢王だったため、薁鞬左賢王単于と呼ばれる。姓は攣鞮氏、名は不明。

## 生涯
呼都而尸道皋若鞮単于の子として生まれる。
建武22年（46年）、兄の蒲奴が単于に即位すると、薁鞬左賢王に任ぜられる。
建武24年（48年）冬、右薁鞬日逐王の比が呼韓邪単于と称して自立、南匈奴を創始する。これによって匈奴は南北に分裂し、もとの方は北匈奴となった。
建武25年（49年）、南匈奴左賢王の莫が1万の兵を率いて攻めてきた。薁鞬左賢王は生け捕られ、北匈奴の単于庭（本拠地）が破られ、北単于の蒲奴は1千余里も退去した。
建武26年（50年）夏、薁鞬左賢王は同じく捕えられた北匈奴の民衆および5人の骨都侯ら計3万余人を率いて叛き、北庭（北匈奴の単于庭）から300余里の地点で単于に推戴された。しかし、1か月あまりが過ぎると、互いに攻撃し合い、5人の骨都侯は死に、薁鞬左賢王は自殺した。

## 参考資料
- 『後漢書』（南匈奴列伝）
- 内田吟風『北アジア史研究 匈奴篇』（同朋舎出版、1988年、ISBN 481040627X）